# RC Strasbourg
A Racing Club de Strasbourg Alsace (röviden RC Strasbourg, vagy Strasbourg) egy 1906-ban alapított francia labdarúgócsapat, melynek székhelye Strasbourgban található. A klub színei: kék és fehér. Hazai pályájuk a Stade de la Meinau, melynek befogadóképessége 29 230 fő.

## Sikerlista
- Első osztály győztese (1): 1979
- Másodosztály győztese (3): 1977, 1988, 2017
- Harmadosztály győztese (1): 2016
- Negyedosztály győztese (1): 2013
- Kupagyőztes (3): 1951, 1966, 2001
- Ligakupagyőztes (4): 1964, 1997, 2005, 2019
- UEFA Intertotó-kupa győztese (1):1995

## Jelenlegi keret
2019. január 28-i állapotnak megfelelően.
| #  |     | Poszt | Név                                              |
| -- | --- | ----- | ------------------------------------------------ |
| 1  | BEL | K     | Matz Sels                                        |
| 3  | SEN | V     | Abdallah N'Dour                                  |
| 4  | FRA | V     | Pablo Martinez                                   |
| 5  | CIV | V     | Lamine Koné (kölcsönben a Sunderland csapatától) |
| 6  | FRA | KP    | Jérémy Grimm                                     |
| 7  | TUN | KP    | Moataz Zemzemi                                   |
| 8  | FRA | KP    | Jonas Martin                                     |
| 9  | ALG | CS    | Idriss Saadi                                     |
| 10 | FRA | KP    | Benjamin Corgnet                                 |
| 11 | FRA | KP    | Dimitri Liénard                                  |
| 12 | RSA | CS    | Lebo Mothiba                                     |
| 13 | SRB | V     | Stefan Mitrović ()                               |
| 14 | BIH | KP    | Sanjin Prcić (kölcsönben a Levante csapatától)   |
| 16 | JPN | K     | Kavasima Eidzsi                                  |
| 17 | FRA | KP    | Anthony Gonçalves                                |

| #  |     | Poszt | Név                                              |
| -- | --- | ----- | ------------------------------------------------ |
| 18 | FRA | KP    | Ibrahima Sissoko                                 |
| 19 | FRA | KP    | Anthony Caci                                     |
| 20 | MLI | CS    | Kévin Lucien Zohi                                |
| 22 | FRA | KP    | Youssouf Fofana                                  |
| 23 | FRA | V     | Lionel Carole                                    |
| 25 | FRA | CS    | Ludovic Ajorque                                  |
| 26 | CRO | KP    | Adrien Thomasson                                 |
| 27 | FRA | V     | Kenny Lala                                       |
| 28 | FRA | KP    | Samuel Grandsir (kölcsönben a Monaco csapatától) |
| 29 | CPV | CS    | Nuno da Costa                                    |
| 30 | FRA | K     | Bingourou Kamara                                 |
| 32 | CMR | V     | Duplexe Tchamba                                  |
| 33 | FRA | V     | Ismaël Aaneba                                    |
| 35 | FRA | CS    | Mamoudou Karamoko                                |
| 40 | FRA | K     | Louis Pelletier                                  |

## Fordítás
- Ez a szócikk részben vagy egészben  a   RC Strasbourg Alsace című angol Wikipédia-szócikk fordításán alapul.  Az eredeti cikk szerkesztőit annak laptörténete sorolja fel. Ez a jelzés csupán a megfogalmazás eredetét és a szerzői jogokat jelzi, nem szolgál a cikkben szereplő információk forrásmegjelöléseként.